# Centre d'art contemporain Genève
Pour les articles homonymes, voir Centre d'art contemporain (homonymie).
 (août 2017).
Si vous disposez d'ouvrages ou d'articles de référence ou si vous connaissez des sites web de qualité traitant du thème abordé ici, merci de compléter l'article en donnant les références utiles à sa vérifiabilité et en les liant à la section « Notes et références ».
Fondé en 1974, le Centre d'art contemporain Genève est la première institution d'art contemporain de Suisse romande.
Reconnue en 1983 par la Ville de Genève comme la Kunsthalle, cette institution ne dispose pas de collection permanente mais est un lieu destiné à la production, l'expérimentation et la recherche en art contemporain.
La mission du Centre s'articule autour de la conception d'expositions, la rencontre du public et sa compréhension de la création artistique actuelle dans toute la diversité de ses formes, la recherche et la publication de monographies d'artistes de référence et de catalogues d'expositions. Depuis quarante ans, le Centre a anticipé les courants, découvert des talents et présenté des artistes suisses ou internationaux au début de leur carrière. La programmation engage tous les champs de la pratique artistique et plus de 300 expositions pionnières ont été présentées au Centre d'art contemporain Genève, avec des artistes comme Joseph Beuys, Martin Boyce, Olaf Breuning, Pablo Bronstein, Maurizio Cattelan, Philippe Decrauzat, Gilbert & George, Nan Goldin, Dan Graham, Joan Jonas, On Kawara, William Kentridge, Joachim Koester, Robert Overby, Pipilotti Rist, Ugo Rondinone, Fernando Sanchez-Castillo, Thomas Scheibitz, Shirana Shahbazi, Cindy Sherman, Josh Smith, Andy Warhol, Lawrence Weiner, Christopher Wool et bien d'autres encore.
Le Centre est composé d'un espace d'exposition de 1 300 m2 répartis sur trois niveaux. Deux étages entiers sont consacrés à des expositions de grande envergure et le dernier étage réunit un cinéma (le Cinema Dynamo), une librairie, un Project Space et une résidence d'artistes.

## Historique
Le Centre d'art contemporain Genève a été fondé par Adelina von Fürstenberg en 1974. Dans le texte d'intention qui accompagne la description de la première exposition du Centre d'Art Contemporain dédiée à l'artiste Janos Urban, il est écrit que la vocation du Centre « n'est pas de faire de l'anticipation historique, de l'originalité, mais de montrer les recherches de certains artistes, Suisses ou étrangers, dont les moyens et les buts sont peu communs aux langages habituels du système et de fait difficilement exposables dans les galeries traditionnelles ».
Le Bimensuel d'information édité par le Centre en 1977 précise le programme annuel : « Ainsi se succèdent, au rythme de 7 à 8 expositions par année, diverses formes d'expression : du vidéo-art (Janos Urban, Dan Graham) au narrative-art (Christian Boltanski, Shérif Defraoui), du minimal-art (Peter Downsbrough, Sol LeWitt) à Fluxus (George Brecht, Robert Filliou, etc.), des environnements (Luciano Fabro, Sarkis, Daniel Buren) à la photographie (August Sander, Renato Maestri), des Tina Girouard (en), Dan Graham) aux concerts (Philip Glass, Richard Landry, Jon Gibson), de la danse (Trisha Brown Company, Nancy Topf) au théâtre (Mabou Mines) ».
En 1982, le Centre s'est constitué en association. Par décision du conseil municipal du 21 décembre 1983, le Centre bénéficie d'une subvention annuelle et est ainsi reconnu comme la Kunsthalle de Genève.
Après quinze années d'activités dans différents lieux : 6 rue Plantamour entre 1977 et 1979 ; 16 rue d'Italie entre 1979 et 1982, l'ancien palais des expositions au boulevard du Pont-d'Arve entre 1983 et 1986, puis le palais Wilson jusqu'à l'incendie du 1er août 1987, le musée Rath et l'hôtel de ville en 1987, à l'automne 1989, la Ville de Genève met à disposition du Centre des locaux au sein de l'ancienne Société d'instruments de physique (SIP, fondée en 1862), où l'ont rejoint le MAMCO, le Fonds municipal d'art contemporain de Genève (FMAC), et le Centre de la photographie Genève pour former le Bâtiment d'art contemporain (BAC).
L'artiste et commissaire d'exposition Paolo Colombo reprend la direction du Centre en 1989 et reste fidèle aux artistes « qui posent des questions intellectuelles plutôt que ceux qui se piquent de fournir des réponses ». Durant les treize années à la tête du Centre d'art contemporain Genève, il a conçu des dizaines d'expositions monographiques (parmi lesquelles Kiki Smith, Allan McCollum, Tony Oursler, Louise Lawler, Rosemarie Trockel, Gavin Turk ou Ugo Rondinone) ainsi que de nombreuses expositions collectives qui ont marqué l'histoire du Centre (« Veronica's revenge » et « Fatto in Italia » en 1997 ou encore « Les mondes du Sida » en 1998).
À son arrivée à la direction du Centre en 2002, Katya García-Antón déclarait à la presse : « J'aimerais beaucoup qu'il devienne un lieu de confluence de personnes et d'idées. Dans cette optique, il ne sera pas seulement un lieu de présentation, mais également de recherche et de production. Je souhaiterais montrer qu'un centre n'est pas une cathédrale d'art, mais un lieu d'interaction ». Jusqu'en 2012, Katya García-Antón a élaboré une programmation mêlant artistes émergents et confirmés, en favorisant la transdisciplinarité (parmi les expositions personnelles : Santiago Sierra, La Ribot, Philippe Decrauzat, Martin Boyce, George Shaw, Pamela Rosenkranz, Joan Jonas, Taryn Simon ou encore Sterling Ruby).
L'historien d'art, commissaire d'exposition et critique d'art Andrea Bellini prend la tête du Centre d'art contemporain Genève en 2012. Dès son arrivée, le nouveau directeur a inauguré le Cinema Dynamo, la résidence d'artistes et relancé également la Biennale de l'Image en Mouvement (BIM).

## Fondation du Centre d'art contemporain et Association des Amis du Centre d'art contemporain
Fondée en 1982, l'association historique devient l'Association des Amis du Centre d'art contemporain Genève en 2010. Sa vocation est de soutenir les activités du Centre en développant un réseau d'amis qui participent au programme d'activités proposé par l'association : visites commentées des expositions, rencontres et visites d'ateliers d'artistes locaux, de collections privées et voyages culturels en Suisse et en Europe.

## Cinéma Dynamo
En 2010, le Centre reçoit pour mission d'assurer la relève de la Biennale de l'Image en Mouvement (créée et gérée par le Centre pour l'image contemporaine de 1985 à 2007). Le Centre développe une programmation spécifiquement liée à l'image en mouvement. En 2013, le Centre inaugure sa propre salle de cinéma au quatrième étage du Bâtiment d'une capacité de trente places. Le Cinéma Dynamo accueille un programme mensuel de projection de films et vidéos et permet la rencontre et le dialogue direct du public avec de jeunes artistes, vidéastes et réalisateurs ou réalisatrices. Il accueille également un programme de films animés en collaboration avec le festival genevois Animatou, des cours d'initiation à l'histoire de l'art vidéo ainsi que des conférences et débats.

## Project Space
Le Project Space est un espace d'exposition d'une soixantaine de mètres carrés destiné à la promotion d'artistes locaux émergents. Depuis son inauguration, le travail varié de plusieurs artistes a déjà été exposé.

## Biennale de l'Image en Mouvement
La Biennale de l'Image en Mouvement (BIM) est fondée par André Iten en 1985, lors d'un atelier de travail avec les artistes Silvie et Chérif Defraoui. La manifestation s'appelait alors « Semaine Internationale de la Vidéo ». Il s'agit de l'une des plus anciennes manifestations de ce type en Europe, gérée par le Centre pour l'image contemporaine de 1985 à 2007 à Genève. Entre 2010 et 2013, la biennale existait en tant qu'« Image-Mouvement », une plateforme de réflexion et d'expérimentation consacrée à l'image en mouvement incluse dans le programme annuel du Centre.
Au cours de ses trente années d'existence, la biennale a rassemblé le meilleur de l'art vidéo et présenté des œuvres de Bill Viola, Gary Hill, Steina et Woody Vasulka (en), Robert Filliou, Chris Marker, Guy Debord, Vito Acconci, William Wegman, Bruce Nauman, Chantal Akerman, Rebecca Horn, Jean-Luc Godard, Andy Warhol, Philippe Garrel, Nam June Paik, Laurie Anderson, Artavazd Pelechian, Harun Farocki, Matt Mullican (en), Anri Sala ou les Straub/Huillet, parmi des dizaines d'autres. Les œuvres acquises par le Centre pour l'image contemporaine constituent le fonds André Iten qui a été intégré à la collection du Fonds d'art contemporain de la Ville de Genève (FMAC) en 2009,.
Le Centre d'Art Contemporain Genève relance en septembre 2014 une nouvelle version de la Biennale de l'Image en Mouvement, en étroite collaboration avec des institutions locales (MAMCO, HEAD – Genève, Théâtre de l'Usine TU, Cinéma Spoutnik, Flux Laboratory…) et internationales (In Between Art Film, Faena Art, Fondation Pinault, etc.). Depuis lors, la biennale est constituée exclusivement d'œuvres inédites, coproduites par les Fonds d'art contemporain de la Ville (FMAC) et du canton (FCAC) de Genève, dont le Centre est à la fois le commanditaire et le coproducteur.

### BIM'14
L'édition 2014 s'est déroulée du 18 septembre au 23 novembre 2014, sous la direction artistique d'Andrea Bellini, Hans-Ulrich Obrist et Yann Chateigné. Elle a présenté 22 œuvres inédites, notamment de Gabriel Abrantes, Ed Atkins, Alexandra Bachzetsis, Benjamin Crotty, Mai-Thu Perret et Daniel Schmidt.

### BIM'16
L'édition 2016 s'est déroulée du 9 novembre 2016 au 29 janvier 2017, sous la direction artistique d'Andrea Bellini, en collaboration avec Cecilia Alemani, Caroline Bourgeois et Elvira Dyangani Ose. Elle a présenté 27 œuvres inédites, notamment de Sophia Al Maria, Yuri Ancarani, John M. Armleder & Stephan Eicher, Trisha Baga (en), Bertille Bak, Hicham Berrada, Phoebe Boswell (en), Pauline Boudry / Renate Lorenz, Boychild (en) & Wu Tsang, Brian Bress (en), Émilie Jouvet, Evangelía Kranióti, Salomé Lamas (pt), Cinthia Marcelle (en) & Tiago Mata Machado, Tracey Rose, Kerry Tribe (en) et Emily Wardill (en).

### BIM'18
L'édition 2018 s'est déroulée du 8 novembre 2018 au 3 février 2019, sous la direction artistique d'Andrea Bellini et d'Andrea Lissoni (de). Elle a présenté 20 œuvres inédites, notamment de Meriem Bennani, Fatima Al Qadiri & Khalid al Gharaballi, Neïl Beloufa, Irene Dionisio et Eduardo Williams avec Mariano Blatt.

### BIM'21
L'édition 2021 se déroule du 12 novembre 2021 au 30 janvier 2022, sous la direction artistique d'Andrea Bellini et du collectif DIS (en). Elle présente notamment les œuvres de Theo Anthony, Hannah Black & Juliana Huxtable & And Or Forever, DIS et Camille Henrot.

## Publications co-éditées par le Centre (sélection)
- 2022 – BIM’21. A Goodbye Letter, A Love Call, A Wake-Up Song, LENZ
- 2022 – From Concrete to Liquid to Spoken Worlds to the Word, LENZ
- 2022 – The Continuum Was Performed in the Following Manner – Notes on documenta 14, NERO. Textes
- 2021 – Psicoenciclopedia possibile, une exposition de Gianfranco Baruchello, éd Andrea Bellini, Motto Books. Textes d’Andrea Bellini, Carla Subrizi et Ambroise Tièche
- 2021 – Lemaniana : Reflets d’autres scènes, éd Andrea Bellini, Motto Books. Textes de Mohamed Almusibli, Andrea Bellini, Roxane Bovet, Patrick de Rham, Jill Gasparina et Stéphanie Moisdon.
- 2021 – Poems I Will Never Release: Chiara Fumai 2007-2017, éd Andrea Bellini, Milovan Farronato, Francesco Urbano Ragazzi, NERO Editions. Textes d'Irene Aristizábal, Andrea Bellini, Federico Campagna, Milovan Farronato, Gabriel Lester et Raimundas Malašauskas, Chus Martínez, Mara Montanaro, Paulina Olowska, Cristiana Perrella et Marcello Bellan, Francesco Urbano Ragazzi, Giovanna Zapperi, Sara De Chiara.
- 2020 –  Écrire dessinant. Quand la langue cherche son autre, éd Andrea Bellini, Sarah Lombardi, Skira. Textes d' Andrea Bellini, Sarah Lombardi, Deerek Beaulieu, Federico Campagna, Vincent Capt, François Chastanet, Andrea Cortellessa, Morad Montazami, Joana Neves, Marta Spagnolello, Michel Thévoz et Marina Yaguello
- 2020 – Sabrina Röthlisberger, LE SANG, éd Sabrina Röthlisberger, Center d'Art Contemporain Genève, Mousse Publishing. Textes de
- 2019 – Biennale de l’Image en Mouvement 2018, éd Andrea Bellini, Andrea Lissoni, Corraini Edizioni. Textes d’Andrea Bellini, Andrea Lissoni, Edwin Nasr, boychild, Rahel Aima, Aaron Weldon, Helen Molesworth, Daniel Berndt, Ian Cheng, Majid Al-Remaihi et Abdullah Al-Mutairi , Giona A. Nazzaro, Pujan Karambeigi, Sarah Wang, Émile Ouroumov, Tirdad Zolghadr, Thomas Zummer et Leslie Thornton.
- 2019 – Hreinn Friðfinnsson, Works 1964–2019, éd Andrea Bellini, Krist Gruijthuijsen, Koenig books. Textes d'Ivana Bago, Luca Cerizza, Cassandra Edlefsen Lasch, Sara De Chiara
- 2018 – Cally Spooner, And you were wonderful, on stage, éd. Cally Spooner, Meret Kaufman, Mousse Publishing.
- 2017 – Qiu Zhijie, Journeys without arrivals, éd. Andrea Bellini, Mousse Publishing. Textes d’Andrea Bellini, Davide Quadrio et Francesca Girelli, un entretien de l’artiste par Liu Jingjing
- 2017 – Reto Pulfer, Zustandskatalog, éd. Reto Pulfer, Nikola Dietrich, Sternberg Press.Textes d’Anselm Franke, Benoît Maire, Retro Pulfer
- 2017 – Roberto Cuoghi, Perla Pollina, éd. Andrea Bellini, Hatje Cantz. Textes d'Andrea Bellini, Andrea Cortellessa, Roberto Cuoghi, Anthony Huberman, Charlotte Laubard, Yorgos Tzirtzilakis, Andrea Viliani.
- 2017 – Centre d'art contemporain Genève 1974-2017, éd. Andrea Bellini, Centre d'art contemporain Genève. Textes de Jean Altounian, John M Armleder, Andrea Bellini, François Bovier, Paolo Colombo, Silvie Defraoui, Kenneth Goldsmith, Adeena Mey, Xavier Oberson, Adelina von Fürstenberg, Katya Garcia-Antón, Olivier Mosset.
- 2017 – Steven Claydon, éd. Andrea Bellini, Mousse Publishing. Textes de Mark Beasley, Michael Bracewell, Martin Clark, Michelle Cotton.
- 2017 – Biennale de l'Image en Mouvement 2016, éd. Andrea Bellini, Mousse Publishing
- 2016 – Biennale de l'Image en Mouvement 2014, éd. Andrea Bellini, Mousse Publishing. Entretien d'Andrea Bellini, Yann Chateigné et Hans Ulrich Obrist
- 2015 – Ernie Gehr, Bon voyage, éd. Andrea Bellini, Mousse Publishing. Textes de Andrea Bellini, Ken Eisenstein, John G. Hanhardt.
- 2015 – Giorgio Griffa, Works 1965-2015, éd. Andrea Bellini, Mousse Publishing
- 2015 – Miroslav Marsalek, éd. Andrea Bellini, Centre d'Art Contemporain Genève
- 2015 – Maya Rochat: A Plastic Tool, éd. Delphine Bedel, Metabooks
- 2015 – Alfredo Aceto, éd. Andrea Bellini, JRP | Ringier / Hapax Series
- 2014 – Raphael Hefti, éd. Renata Catambas, JRP | Ringier / Hapax Series
- 2014 – Joachim Koester: Of Spirits and Empty Spaces, édité par Thomas Caron. Textes de Thomas Caron, Philippe-Alain Michaud, Christopher Pinney, Clara Schulmann, Catherine Wood, et Joachim Koester.
- 2013 – Pablo Bronstein: A is Building, B is Architecture, édité par Andrea Bellini et Pablo Bronstein. Textes de Sam Jacob, Catherine Wood, Andrea Bellini.
- 2013 – Gianni Piacentino, édité par Andrea Bellini. Textes de Andrea Bellini, Dan Cameron, Laura Cherubini, Christophe Khim, Hans Ulrich Obrist, Marc-Olivier Wahler.
- 2013 – Piccolo Manuale dell'Espressione con la Gommapiuma, édité par Andrea Bellini. Textes de Andrea Bellini et Piero Gilardi.
- 2012 – Pamela Rosenkranz, édité par Katya García-Antón, Gianni Jetzer, Quinn, Latimer, Pamela Rosenkranz, Hike Wagner. Textes de Alex Kitnick, Robin Mackay, Reza Negarestani.
- 2008 – Mai-Thu Perret: Land of Cristal, édité par Christoph Keller. Textes de Giovanni Carmine, Fabrice Stroun, Paula van den Bosch, Hamza Walker.
- 2007 – Philippe Decrauzat, édité par Lionel Bovier. Textes de Bice Curiger, Julien Fronsacq, Katya García-Antón, Bob Nickas.
- 2007 – Joan Jonas. Timelines: transparencies in a dark room, édité par Barbara Clausen, Katya García-Antón, Bartomeu Marí et Gregory Volk.